# Plains of Oblivion
Plains of Oblivion es el segundo álbum del guitarrista fundador del grupo de metal progresivo de Seattle Nevermore, Jeff Loomis, lanzado al mercado el 6 de abril de 2014 a través de Century Media; también se lanzó una versión digipak con dos temas extras. El álbum llegó al top 200 en cinco listas distintas de la revista americana Billboard. Contiene la participación de muchos artistas invitados como el cantante de la banda Emperor Ihsahn así como los guitarristas Marty Friedman, Tony MacAlpine y Chris Poland.

## Recepción de la crítica
El personal de Sputnikmusic dio al disco una puntuación de 3,5 sobre 5, denominándolo como "un excelente álbum de heavy/thrash metal" y "un intenso tour de force, que consolida aún más a Jeff Loomis como uno de los más grandes guitarristas de todos los tiempos."

## Listado de temas
Toda la música compuesta por Jeff Loomis, salvo donde se especifique. 
| N.º | Título                                                     | Duración |  |
| 1.  | «Mercurial»                                                | 5:31     |  |
| 2.  | «The Ultimatum»                                            | 4:41     |  |
| 3.  | «Escape Velocity»                                          | 4:31     |  |
| 4.  | «Tragedy and Harmony» (voz: Christine Rhoades)             | 5:01     |  |
| 5.  | «Requiem for the Living»                                   | 4:52     |  |
| 6.  | «Continuum Drift» (música: Loomis, Aaron Smith, Joe Nurre) | 5:38     |  |
| 7.  | «Surrender» (voz: Ihsahn)                                  | 5:30     |  |
| 8.  | «Chosen Time» (voz: Rhoades)                               | 4:33     |  |
| 9.  | «Rapture»                                                  | 2:44     |  |
| 10. | «Sibylline Origin»                                         | 4:35     |  |

| Temas de bono en la edición limitada |                                       |          |  |
| N.º                                  | Título                                | Duración |  |
| 11.                                  | «Collide» (voz: Rhoades)              | 4:36     |  |
| 12.                                  | «Reverie for Eternity» (voz: Rhoades) | 4:47     |  |

## Personal
- Jeff Loomis – guitarra, programación, arreglos
- Christine Rhoades – voces (pistas 4, 8, 11, 12)
- Ihsahn – voces (pista 7)
- Marty Friedman – guitarra (pista 1)
- Tony MacAlpine – guitarra (pista 2)
- Attila Vörös – guitarra (pista 5)
- Chris Poland – guitarra (pista 6)
- Aaron Smith – guitarra (pista 6), programación (pista 6), arreglos (pista 6), ingeniero, mezcla, producción
- Dirk Verbeuren – baterías
- Shane Lentz – bajo
- Jason Lackie – ingeniería
- Jens Bogren – masterización

## Puestos en las listas
| Año  | Lista                        | Posición |
| ---- | ---------------------------- | -------- |
| 2012 | Billboard Heatseekers        | 2        |
| 2012 | Billboard Hard Rock Albums   | 16       |
| 2012 | Billboard Independent Albums | 27       |
| 2012 | Billboard Top Rock Albums    | 47       |
| 2012 | Billboard 200                | 179      |